# Władysław Kołomłocki
Władysław Tadeusz Kołomłocki (ur. 27 października 1892 w Wadowicach, zm. 4 września 1939 w Środzie Wielkopolskiej) – polski geograf, przyrodnik, działacz harcerski, malarz i rysownik.

## Życiorys
W 1910 rozpoczął studia na Wydziale Filozoficznym Uniwersytetu Jagiellońskiego, równocześnie aktywnie zaangażował się w działalność harcerską Polskiego Towarzystwa Gimnastycznego Sokół. Był członkiem Polskich Drużyn Strzeleckich, 6 sierpnia 1914 zaciągnął się do Legionów Polskich, został przydzielony do 13 kompanii IV baonu 2 Pułku Piechoty II Brygady. Po walkach nad Styrem w 1916 otrzymał stopień sierżanta i został przegrupowany do komendy Legionów, do departamentu kartografii. Podczas walk pod Rarańczą w lutym 1918 został wzięty do niewoli i internowany w obozie jenieckim na Węgrzech, a następnie we Włoszech. Następnie skierowano go do szkoły oficerskiej w Opawie, skąd zbiegł i udał się do Krakowa, gdzie po odzyskaniu przez Polskę niepodległości rozbrajał żołnierzy austriackich. Przez pięć miesięcy był zaszeregowany do Batalionu Akademickiego, skąd w marcu 1919 przeszedł do rezerwy. Powrócił na Uniwersytet Jagielloński, który ukończył w 1920 uzyskując uprawnienia do nauczania w szkole średniej. Na krótko podjął pracę w Instytucie Biologii Uniwersytetu Jagiellońskiego i w jednym z krakowskich gimnazjów, ale od lipca 1920 został skierowany do pracy w seminarium nauczycielskim w Wągrowcu, a po roku gimnazjum w Gostyniu. Był nauczycielem geografii, przyrody, rysunku i wychowania fizycznego.
Poza pracą pedagogiczną malował, najczęściej rysunki lub rzadziej akwarele. Swojej twórczości nie traktował w kryteriach artystycznych, a w związku z tym niechętnie uczestniczył w wystawach. W 1916 miała miejsce w Krakowie wystawa czterdziestu rysunków inspirowanych przeżyciami w Legionach Polskich. W 1930 uczestniczył w lwowskiej wystawie ekslibrisów (był autorem ekslibrisu szkoły w której uczył), dwa lata później w Gostyniu miała miejsce Wystawa Mariańska, gdzie zaprezentował tworzone piórem rysunki architektury sakralnej. Za propagowanie skautingu, a w późniejszych latach harcerstwa w 1932 został odznaczony Krzyżem Niepodległości. Od 1932 pisywał do lokalnej prasy, głównie były to felietony związane z harcerstwem i życiem miejscowego szkolnictwa. Od marca 1937 do maja 1938 był redaktorem naczelnym lokalnego czasopisma „Orędownik”. Pod koniec sierpnia 1939 zachorował na zapalenie płuc, został hospitalizowany w szpitalu wojskowym w Jarocinie (był porucznikiem rezerwy Wojska Polskiego). Mimo ciężkiego stanu został przetransportowany 4 września 1939 do Środy Wielkopolskiej, gdzie zmarł nagle na atak serca. Do 1984 jego prochy spoczywały na średzkim cmentarzu, skąd bliscy ekshumowali go do grobu rodzinnego w Gostyniu.
Dorobek malarski Władysława Kołomłockiego stanowi kilkaset prac, które znajdują się m.in. w gostyńskim muzeum oraz w klasztorze Filipinów na Świętej Górze.
Bratem Władysława Kołomłockiego był Stefan Kołomłocki.